# Benzil-butil-ftalát
A benzil-butil-ftalát (gyakori rövidítése BBP) színtelen, folyékony szerves vegyület, azon belül pedig egy ftalátféle, mely a ftálsav, a benzil-alkohol és az n-butanol észtere, amelyet a PVC lágyítására is használnak. Forgalmazása során a következő neveken jelenik meg: Palatinol BB, Unimoll BB, Sicol 160, vagy Santicizer 160. Mérgező vegyi anyag.
Az Európai Vegyi Anyag Hivatal (European Chemicals Bureau (ECB)) álláspontja szerint a benzil-butil-ftalát mérgező hatású, ezért használata gyorsan visszaesett az elmúlt évtized[mikor?] során.
2008-ban a Belga Versenyhivatal megbírságolt négy BBP-kereskedőt, mert kartellt alakítottak ki a vegyianyag-piacon.

## Előállítása
n-Butil-alkohol tömény kénsavval történő dehidratálásával 1-butént állítanak elő, melyet ftálsav-anhidriddel reagáltatva n-butil-ftalát keletkezik. A ftálsav-anhidrid és 1-butanol közvetlen reakciójában is ez a termék nyerhető, de ilyenkor jelentős mennyiségű dibutil-ftalát melléktermék is keletkezik, ami az 1-buténen keresztül történő előállítással elkerülhető. A monobutil-ftalátot elválasztják, majd benzil-bromid és aceton keverékéhez adják hozzá kálium-karbonát jelenlétében (utóbbi a pH magas értéken tartásához szükséges, ami elősegíti a második észterkötés kialakulásához vezető szubsztitúciós reakciót), majd a reakcióelegyből kinyerik a BBP-t.

## Felhasználása
A BBP-t gyakran használják PVC habok készítéséhez, melyek a padlólapoknál használatosak. Műbőr, közúti jelzőbólya és futószalag gyártása során is felhasználják.

## Egészségügyi hatásai
A kanadai hatóságok megszigorították a ftalátok felhasználását, beleértve a BBP-ét is a lágy PVC-ből készült gyermekjátékok és gyermekápolási szerek esetén.
Egy New York város által készíttetett 2012-es felmérés alapján 52 százalékkal magasabb arányban alakult ki ekcéma azoknál a gyermekeknél, akiknek az édesanyja nagyobb mértékben volt kitéve a benzil-butil-ftalát hatásainak, összevetve azokkal az gyermekekkel, akiknek édesanyja a terhesség harmadik szakaszában kevésbé voltak kitéve ennek az anyagnak.[forrás?]
Kaliforniában 2005. december másodika óta a reprodukciót (szaporodást) károsító méregnek számít, a Kaliforniai Egészségügyi Hivatal legfeljebb 1200 mikrogramm/nap BBP-nek való kitettséget engedélyez.

## Fordítás
Ez a szócikk részben vagy egészben  a   Benzyl butyl phthalate című angol Wikipédia-szócikk ezen változatának fordításán alapul.  Az eredeti cikk szerkesztőit annak laptörténete sorolja fel. Ez a jelzés csupán a megfogalmazás eredetét és a szerzői jogokat jelzi, nem szolgál a cikkben szereplő információk forrásmegjelöléseként.